# Palpita ensiforma
Palpita ensiforma là một loài bướm đêm trong họ Crambidae.